# Hachirō Arita
Hachirō Arita (有田 八郎 Arita Hachirō?,  21 de septiembre de 1884 – 4 de marzo de 1965) fue un político y diplomático japonés. 

## Carrera diplomática y política
Participó en la delegación japonesa de la Conferencia de París (1919) que puso fin a la Primera Guerra Mundial y en los años siguientes ocupó los consulados de Mukden y de Honolulu. En 1930 fue nombrado embajador en Austria y en 1933 embajador en Bélgica. Tres años después se hizo cargo del Ministerio de Asuntos Exteriores de Japón en el gabinete presidido por el primer ministro Kōki Hirota. En 1938 volvió a ocupar el cargo con el primer ministro Fumimaro Konoe hasta la dimisión de este en enero de 1939. Justo un año después desempeñó el cargo por tercera vez con el primer ministro Mitsumasa Yonai hasta julio de 1940, en que fue sustituido por el pro-Eje Yosuke Matsuoka.

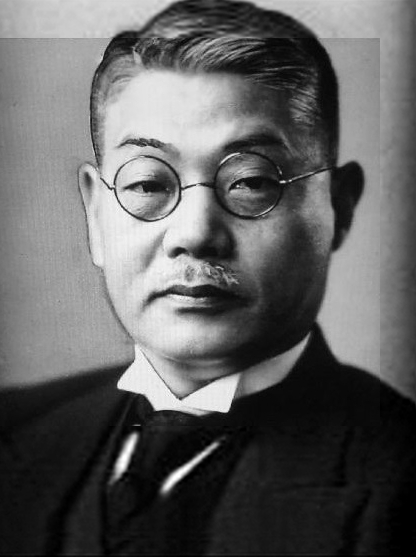
Hachiro Arita hacia 1940.

En la última ocasión en que ocupó la cartera de Asuntos Exteriores —entre enero y julio de 1940 cuando la guerra ya había estallado en Europa— se opuso a que Japón formalizara una alianza con la potencias del Eje, la Alemania nazi y la Italia fascista —que finalmente se sellaría en septiembre, tras su salida del ministerio, con el nombre de Pacto Tripartito—, en lo que encontró el apoyo del primer ministro, el almirante Yonai. Asimismo se esforzó en mejorar las relaciones con Estados Unidos y con Gran Bretaña, pero al mismo tiempo defendió el establecimiento de un "nuevo orden" en Asia Oriental, para asegurar a Japón las materias primas y las fuentes de energía que necesitaba, lo que condujo al enfrentamiento con las potencias occidentales que tenían posesiones en la región —Gran Bretaña, Estados Unidos, Francia y Holanda—.
En 1953, después de la Segunda Guerra Mundial, fue elegido diputado para la Cámara de Representantes de Japón. Murió en 1965 a la edad de 80 años.